# Colletes solitarius
Colletes solitarius är en biart som beskrevs av Timberlake 1951. Colletes solitarius ingår i släktet sidenbin, och familjen korttungebin. Inga underarter finns listade i Catalogue of Life.